# Communauté de communes Rurales du Beauvaisis
Die Communauté de communes Rurales du Beauvaisis ist ein ehemaliger französischer Gemeindeverband mit der Rechtsform einer Communauté de communes im Département Oise in der Region Hauts-de-France. Sie wurde am 31. Dezember 1997 gegründet und umfasste 13 Gemeinden. Der Verwaltungssitz befand sich im Ort Bresles.

## Historische Entwicklung
Mit Wirkung vom 1. Januar 2017 fusionierte der Gemeindeverband mit der Communauté d’agglomération du Beauvaisis (vor 2017) und bildete so die Nachfolgeorganisation Communauté d’agglomération du Beauvaisis. Trotz der Namensgleichheit handelt es sich um eine Neugründung mit anderer Rechtspersönlichkeit.

## Ehemalige Mitgliedsgemeinden
1. Bailleul-sur-Thérain
2. Bresles
3. Le Fay-Saint-Quentin
4. Fouquerolles
5. Haudivillers
6. Hermes
7. Lafraye
8. Laversines
9. Litz
10. La Neuville-en-Hez
11. Rémérangles
12. La Rue-Saint-Pierre
13. Velennes